# Голубев, Сергей Васильевич
Сергей Васильевич Голубев (1923—2007) — советский военный лётчик и военачальник, генерал-полковник авиации, участник Великой Отечественной войны, Герой Советского Союза (1945), Заслуженный военный лётчик СССР (1972), доктор философских наук.

## Биография
Сергей Голубев родился 14 января 1923 года в селе Абакша (ныне — в черте Барнаула) в семье крестьянина. Окончил десять классов школы, в 1940 году — курсы бухгалтеров и аэроклуб. В ноябре 1940 года Голубев был призван на службу в Рабоче-крестьянскую Красную Армию. В 1941 году он окончил Омскую военную авиационную школу лётчиков, после чего был лётчиком-инструктором Кемеровской военной авиационной школы лётчиков. С ноября 1941 года — на фронтах Великой Отечественной войны. Принимал участие в боях на Северо-Западном, Западном, Воронежском, 1-м, 2-м и 3-м Украинских фронтах. 20 августа 1944 года был сбит и взят после приземления в плен, но через несколько дней сумел бежать и вернуться в свою часть.
К концу войны гвардии старший лейтенант Сергей Голубев был штурманом 167-го гвардейского штурмового авиаполка 10-й гвардейской штурмовой авиадивизии 17-й воздушной армии 3-го Украинского фронта. За время войны он совершил 186 боевых вылетов на штурмовике «Ил-2».
Указом Президиума Верховного Совета СССР от 29 июня 1945 года за «мужество и героизм, проявленные в боях» гвардии старший лейтенант Сергей Голубев был удостоен высокого звания Героя Советского Союза с вручением ордена Ленина и медали «Золотая Звезда» за номером 4979.
После Победы С. В. Голубев продолжил службу в Советской Армии. В 1956 году подполковник Голубев окончил командный факультет Военно-воздушной академии в Монино, в 1963 году — Военную академию Генерального штаба. Был командиром авиаполка, заместителем командира авиадивизии, заместителем командующего, командующим 36-й Воздушной армией в Южной группе войск в Венгрии (май 1971-май 1973), затем в Прибалтийском военном округе, заместителем Главнокомандующего ВВС по боевой подготовке, заместителем Главнокомандующего по ВВС — командующим ВВС Западного направления. 
В ноябре 1988 года в звании генерал-полковника авиации Голубев вышел в отставку. Проживал в Москве, руководил благотворительным фондом Героев Советского Союза «Золотая Звезда». 
Скончался 8 ноября 2007 года, похоронен на Троекуровском кладбище Москвы.

## Воинские звания
- Сержант (2 июня 1941)
- Старшина (1942)
- Младший лейтенант (19 февраля 1942)
- Лейтенант (16 июля 1943)
- Старший лейтенант (14 октября 1942)
- Капитан (12 января 1945)
- Майор (20 апреля 1949)
- Подполковник (20 декабря 1952)
- Полковник (30 декабря 1956)
- Генерал-майор авиации (19 февраля 1968)
- Генерал-лейтенант авиации (2 ноября 1972)
- Генерал-полковник авиации (30 октября 1978)

## Награды
- Герой Советского Союза
- Орден Ленина
- Три ордена Красного Знамени
- Орден Отечественной войны I степени
- Два ордена Красной Звезды
- Орден «За службу Родине в Вооружённых Силах СССР» II степени
- Орден «За службу Родине в Вооружённых Силах СССР» III степени
- Медаль Жукова
- Медаль «За боевые заслуги»
- Медаль «В ознаменование 100-летия со дня рождения Владимира Ильича Ленина»
- Медаль «За освобождение Белграда»
- Медаль «За победу над Германией в Великой Отечественной войне 1941—1945 гг.»
- Медаль «20 лет Победы в Великой Отечественной войне 1941—1945 гг.»
- Медаль «30 лет Победы в Великой Отечественной войне 1941—1945 гг.»
- Медаль «40 лет Победы в Великой Отечественной войне 1941—1945 гг.»
- Медаль «50 лет Победы в Великой Отечественной войне 1941—1945 гг.»
- Медаль «60 лет Победы в Великой Отечественной войне 1941—1945 гг.»
- Медаль «За укрепление боевого содружества»
- Медаль «30 лет Советской Армии и Флота»
- Медаль «40 лет Вооружённых Сил СССР»
- Медаль «50 лет Вооружённых Сил СССР»
- Медаль «60 лет Вооружённых Сил СССР»
- Медаль «70 лет Вооружённых Сил СССР»
- Медаль «За безупречную службу» I степени
- Медаль «Ветеран Вооружённых Сил СССР»
- Медаль «В память 850-летия Москвы»
- Заслуженный военный лётчик СССР

Иностранные награды:
- Орден «9 сентября 1944 года» I степени
- Медаль «100 лет Освобождения Болгарии от османского рабства»

## Сочинения
- Советские ВВС в Белорусской операции. // Военно-исторический журнал. — 1984. — № 8. — С.32-38.